# Царёв, Михаил Юрьевич
Михаи́л Ю́рьевич Царёв (22 июня 1986, Новосибирск) — российский боец смешанного стиля, выступающий в средней и полусредней весовых категориях. Призёр чемпионатов России и крупных международных турниров по рукопашному бою и боевому самбо, мастер спорта. Как профессиональный боец MMA выступал во многих известных организациях, в том числе в WUFC, ProFC, Bellator.

## Биография
Михаил Царёв родился 22 июня 1986 года в Новосибирске. Активно заниматься единоборствами начал в возрасте восьми лет, под руководством тренеров Дмитрия Макаренко и Дмитрия Баннова занимался рукопашным боем и самбо, в результате в обоих этих дисциплинах добился звания мастера спорта.
По рукопашному бою в 2005 году стал чемпионом России, ещё четыре раза попадал в число призёров (2004, 2006, 2007, 2011). По боевому самбо выигрывал медали на чемпионатах Сибирского федерального округа, побеждал на международных турнирах класса «А». На протяжении всей спортивной карьеры регулярно участвовал в соревнованиях по панкратиону, имеет в послужном списке титулы чемпиона России (2004), чемпиона Дальнего Востока (2006), чемпиона по версии PLP PWSC (2006, 2008, 2010), многократный призёр Кубков России (2003, 2004, 2012).
Начиная с 2005 года Царёв профессионально выступает в боях по смешанным правилам, участвовал в турнирах таких промоушенов как WUFC и ProFC, к 2012 году имел рекорд из двадцати трёх побед и всего лишь двух поражений, благодаря чему получил приглашение принять участие в седьмом сезоне турниров престижной американской организации Bellator — присоединился к российской команде RusFighters, где тренировался вместе такими известными бойцами как Александр Сарнавский, Александр Шлеменко, Андрей Корешков, Венер Галиев. В четвертьфинальном бою гран-при полусредней весовой категории приёмом победил американца Тима Уэлша, при нападении сзади провёл удушающий захват предплечьем. В полуфинале дрался с ещё одним представителем США Лайманом Гудом, во втором раунде Царёв получил от соперника тычок пальцем в правый глаз и не смог продолжить поединок, тем не менее, рефери Грег Франклин не увидел никакого нарушения и засчитал технический нокаут.
В начале 2013 года Царёв получил ещё один шанс выиграть гран-при Bellator, но в первом же четвертьфинальном матче потерпел поражение от бразильца Дугласа Лимы — Лима провёл несколько удачных лоукиков, в результате которых поединок начал развиваться в односторонней манере, и рефери принял решение остановить бой. Впоследствии Михаил Царёв продолжил выступать в смешанных единоборствах и одержал несколько побед на различных турнирах в России, в том числе победил на турнире «Плотформа S-70», где был поздравлен лично Президентом страны В. В. Путиным.
В ноябре 2014 года техническим нокаутом победил ветерана UFC американца Денниса Холлмана.
После практически годового «простоя» 29 августа встретился с американцем Джесси Тейлором на турнире S-70: Russia vs. World (где присутствовал сам Владимир Путин). Бой прошёл в партере, где Царёв допустил ошибку, отдав шею, и проиграл удушающим приемом «гильотина». После боя Тейлор посвятил эту победу своему соотечественнику Деннису Холлману, который проиграл Царёву.
Живёт и тренируется в родном Новосибирске. Есть жена Инна, собака и кот.

## Статистика в ММА
| Результат | Рекорд | Соперник               | Способ                                      | Турнир                                       | Дата             | Раунд | Время | Место                  | Примечание |
| --------- | ------ | ---------------------- | ------------------------------------------- | -------------------------------------------- | ---------------- | ----- | ----- | ---------------------- | ---------- |
| Победа    | 32-7   | Владимир Ивашкин       | Самбишн                                     | Open FC 17                                   | 5 февраля 2022   | 2     | 3:00  | Барнаул, Россия        |            |
| Поражение | 32-8   | Сергей Мартынов        | Технический нокаут (удары)                  | RCC Intro 9                                  | 10 октября 2020  | 1     | 1:55  | Екатеринбург, Россия   |            |
| Победа    | 32-7   | Артур Гусейнов         | Технический нокаут (удары руками и локтями) | FNG Fight Nights Global 78                   | 4 ноября 2017    | 1     | 4:26  | Тольятти, Россия       |            |
| Поражение | 31-7   | Пётр Струс             | Технический нокаут (остановлен врачом)      | ACB 53: Young Eagles 15                      | 18 февраля 2017  | 2     | 5:00  | Ольштын, Польша        |            |
| Победа    | 31-6   | Шамиль Абдулхаликов    | Удушение «треугольником»                    | ACB 48: Revenge                              | 22 октября 2016  | 1     | 1:33  | Москва, Россия         |            |
| Поражение | 30-6   | Альберт Дураев         | Технический нокаут (удары руками)           | ACB 35: In Memory of Guram Gugenishvili      | 6 мая 2016       | 1     | 2:14  | Тбилиси, Грузия        |            |
| Победа    | 30-5   | Артём Резников         | Удушение «гильотиной»                       | Tech-Krep FC: Battle in Siberia              | 12 февраля 2016  | 1     | 0:40  | Новосибирск, Россия    |            |
| Поражение | 29-5   | Джесси Тейлор          | Удушение «гильотиной»                       | Плотформа S-70: Russia vs. World             | 29 августа 2015  | 1     | 4:25  | Сочи, Россия           |            |
| Победа    | 29-4   | Деннис Холлман         | Технический нокаут (удары руками)           | ProFC 56 — Балтийский вызов 6                | 1 ноября 2014    | 1     | 2:45  | Калининград, Россия    |            |
| Победа    | 28-4   | Ксавье Фупа-Покам      | Технический нокаут (удары руками)           | Кубок мэра 2014                              | 17 мая 2014      | 1     | 4:56  | Хабаровск, Россия      |            |
| Победа    | 27-4   | Шарлес Андраде         | Нокаут (ногой в туловище)                   | ProFC 51 — Балтийский вызов                  | 12 ноября 2013   | 1     | 3:35  | Калининград, Россия    |            |
| Победа    | 26-4   | Роберт Шаркоци         | Технический нокаут (удары руками)           | White Rex: Рождение нации                    | 4 октября 2013   | 1     | 2:06  | Москва, Россия         |            |
| Победа    | 25-4   | Джейми Джара           | Технический нокаут (удары руками)           | Лига S-70: Платформа                         | 17 августа 2013  | 1     | 0:39  | Сочи, Россия           |            |
| Поражение | 24-4   | Дуглас Лима            | Технический нокаут (удары ногами)           | Bellator 86 — четвертьфинал гран-при         | 24 января 2013   | 2     | 1:44  | Такервилл, США         |            |
| Поражение | 24-3   | Лайман Гуд             | Технический нокаут (удары руками)           | Bellator 78 — полуфинал гран-при             | 26 октября 2012  | 2     | 3:54  | Дейтон, США            |            |
| Победа    | 24-2   | Тим Уэлш               | Удушение сзади                              | Bellator 74 — четвертьфинал гран-при         | 28 сентября 2012 | 2     | 1:57  | Атлантик-Сити, США     |            |
| Победа    | 23-2   | Киаси Ускола           | Удушение «треугольником»                    | Балтийский вызов 3                           | 23 февраля 2012  | 1     | 1:12  | Калининград, Россия    |            |
| Победа    | 22-2   | Расул Магамедов        | Удушение «треугольником»                    | Лига S-70 — Чемпионат России 2 этап          | 18 февраля 2012  | 1     | 3:22  | Омск, Россия           |            |
| Победа    | 21-2   | Деян Топальский        | Нокаут (ногой в голову)                     | Союз ветеранов спорта — Россия против Европы | 19 ноября 2011   | 1     | 0:15  | Новосибирск, Россия    |            |
| Победа    | 20-2   | Абдулсупьян Алиханов   | Технический нокаут (удары руками)           | ProFC: Битва на Кавказе                      | 22 октября 2011  | 1     | 0:00  | Хасавюрт, Россия       |            |
| Победа    | 19-2   | Шамиль Абдулхамиков    | Удушение сзади                              | Кубок вызова: Сибирь — Северный Кавказ       | 12 февраля 2011  | 1     | 3:21  | Омск, Россия           |            |
| Победа    | 18-2   | Шамиль Абдулхамиков    | Рычаг локтя                                 | ProFC 22                                     | 17 декабря 2010  | 2     | 2:30  | Ростов-на-Дону, Россия |            |
| Победа    | 17-2   | Багаутдин Шарапутдинов | Удушение «треугольником»                    | ProFC — Кубок России 2 этап                  | 28 ноября 2010   | 1     | 1:50  | Уфа, Россия            |            |
| Победа    | 16-2   | Омари Ахмедов          | Удушение «гильотиной»                       | ProFC — Кубок России 2 этап                  | 28 ноября 2010   | 2     | 4:29  | Уфа, Россия            |            |
| Победа    | 15-2   | Магомед Эльдиев        | Удушение «треугольником»                    | GFP — Золотой кулак России                   | 10 июня 2010     | 2     | 0:41  | Москва, Россия         |            |
| Победа    | 14-2   | Сергей Наумов          | Удушение сзади                              | Лига Сибири: Сибирь против Урала             | 26 апреля 2010   | 1     | 0:56  | Новокузнецк, Россия    |            |
| Поражение | 13-2   | Густаво Пиконе         | Удушение сзади                              | Союз ветеранов спорта — Россия против мира   | 29 ноября 2008   | 1     | 2:25  | Новосибирск, Россия    |            |
| Поражение | 13-1   | Гаджи Зайпуллаев       | Удушение                                    | BSCF — Сибирский вызов 2                     | 18 мая 2008      | 1     | N/A   | Братск, Россия         |            |
| Победа    | 13-0   | Павел Семёнов          | Удушение сзади                              | WUFC — Чемпионат Сибири по панкратиону       | 30 марта 2008    | 1     | 1:02  | Бердск, Россия         |            |
| Победа    | 12-0   | Максим Мотодоев        | Нокаут (удары руками)                       | BSCF — Сибирский вызов 1                     | 14 октября 2007  | 1     | N/A   | Братск, Россия         |            |
| Победа    | 11-0   | Павел Кучумов          | Решение судей (единогласное)                | WUFC — Чемпионат Сибири по панкратиону       | 12 июля 2007     | 2     | 5:00  | Междуреченск, Россия   |            |
| Победа    | 10-0   | Карен Аветисян         | Рычаг локтя                                 | WUFC: Россия против США                      | 9 мая 2007       | 1     | 0:56  | Барнаул, Россия        |            |
| Победа    | 9-0    | Эдгар Колян            | Удушение                                    | WUFC: Противостояние                         | 25 ноября 2006   | N/A   | N/A   | Россия                 |            |
| Победа    | 8-0    | Денис Евсеев           | Рычаг локтя                                 | WUFC — Чемпионат России по панкратиону       | 9 апреля 2006    | 1     | 1:10  | Новосибирск, Россия    |            |
| Победа    | 7-0    | Кардаш Фатахов         | Рычаг локтя                                 | WUFC — Чемпионат России по панкратиону       | 9 апреля 2006    | 1     | 3:00  | Новосибирск, Россия    |            |
| Победа    | 6-0    | Юрий Фоломкин          | Решение судей (единогласное)                | WUFC — Вызов гладиаторов 4 этап              | 20 января 2006   | 2     | 5:00  | Новосибирск, Россия    |            |
| Победа    | 5-0    | Владимир Старцев       | Удушение «гильотиной»                       | WUFC — Вызов гладиаторов 4 этап              | 20 января 2006   | 1     | 1:13  | Новосибирск, Россия    |            |
| Победа    | 4-0    | Игорь Байер            | Удушение сзади                              | WUFC — Чемпионат Новосибирска по панкратиону | 20 ноября 2005   | 1     | 4:55  | Новосибирск, Россия    |            |
| Победа    | 3-0    | Алексей Павлов         | Удушение «гильотиной»                       | WUFC — Чемпионат Новосибирска по панкратиону | 20 ноября 2005   | 1     | 0:45  | Новосибирск, Россия    |            |
| Победа    | 2-0    | Геннадий Карнаухов     | Удушение «гильотиной»                       | WUFC — Вызов гладиаторов 2 этап              | 6 ноября 2005    | 1     | 6:12  | Новосибирск, Россия    |            |
| Победа    | 1-0    | Руслан Магомедов       | Рычаг локтя                                 | WUFC — Вызов гладиаторов 1 этап              | 6 октября 2005   | 1     | 6:12  | Новосибирск, Россия    |            |